# قائمة حلقات ون بنش مان
ون بنش مان هو مسلسل أنمي ياباني مبني على ويب كومكس من تأليف وان والذي أعاد رسمه يوسوك موراتا لاحقًا. تدور الأحداث في المدينة زد، وتركز القصة على شخصية سايتاما البطل الخارق الذي أصيب بالملل بعد أن أصبح قوياً لدرجة أن جميع معاركه تنتهي بلكمة واحدة. أخرج المسلسل شينغو ناتسوم في مادهاوس وكتبه توموهيرو سوزوكي.

## قائمة الحلقات

### الموسم الأول (2015)
| الرقم | العنوان                                         | إخراج            | تاريخ العرض الأصلي |
| ----- | ----------------------------------------------- | ---------------- | ------------------ |
| 1     | الرجل الأقوى (باليابانية: 最強の男)             | شينغو ناتسوم     | 4 أكتوبر 2015      |
| 2     | السايبورغ الوحيد (باليابانية: 孤高のサイボーグ) | شينوشيرو اشاجيما | 11 أكتوبر 2015     |
| 3     | العالم المهووس (باليابانية: 執念の科学者)       | يسوكي هاتا       | 18 أكتوبر 2015     |
| 4     | النينجا العصري (باليابانية: 今時の忍者)         | نوبوهيرو موتو    | 25 أكتوبر 2015     |
| 5     | المعلم المطلق (باليابانية: 究極の師)            | شونيتشي يوشيزاوا | 1 نوفمبر 2015      |
| 6     | المدينة المرعبة (باليابانية: 最恐の都市)        | شينوشيرو اشاجيما | 8 نوفمبر 2015      |
| 7     | التلميذ المطلق (باليابانية: 至高の弟子)         | يسوكي هاتا       | 15 نوفمبر 2015     |
| 8     | ملك أعماق البحر (باليابانية: 深海の王)          | نوبوهيرو موتو    | 22 نوفمبر 2015     |
| 9     | العدالة الثابتة (باليابانية: 不屈の正義)        | شونيتشي يوشيزاوا | 29 نوفمبر 2015     |
| 10    | خطر غير مسبوق (باليابانية: かつてない程の危機)  | شينوشيرو اشاجيما | 6 ديسمبر 2015      |
| 11    | المسيطر على الكون (باليابانية: 全宇宙の覇者)    | يسوكي هاتا       | 13 ديسمبر 2015     |
| 12    | البطل الأقوى (باليابانية: 最強のヒーロー)       | شينغو ناتسوم     | 20 ديسمبر 2015     |

### الموسم الثاني (2019)
| الرقم | العنوان                                         | إخراج                                      | تاريخ العرض الأصلي |
| ----- | ----------------------------------------------- | ------------------------------------------ | ------------------ |
| 0     | نظرة جادّة جدًّا لما سبق! (باليابانية: غير معلوم)  | غير معلوم                                  | 2 أبريل 2019       |
| 1     | عودة البطل (باليابانية: ヒーローの帰還)         | شووجي ميازاكي                              | 9 أبريل 2019       |
| 2     | الوحش البشري (باليابانية: 人間の怪人)           | هيرويوكي أوكونو                            | 16 أبريل 2019      |
| 3     | بدأت المطاردة (باليابانية: 狩りの始まり)        | ريو أندو                                   | 23 أبريل 2019      |
| 4     | المضرب المعدني (باليابانية: 金属のバット)       | توشيكي فوكوشيما ميوكي إيشيدا ماكوتو سوكوزا | 30 أبريل 2019      |
| 5     | منافسة الفنون القتالية (باليابانية: 武術の大会) | توموهيرو كاميتاني كوزو تايهو               | 7 مايو 2019        |
| 6     | ثورة الوحوش (باليابانية: 怪人の蜂起)            | هيديكي أوكاموتو                            | 14 مايو 2019       |
| 7     | أبطال الفئة س (باليابانية: S級のヒーロー)       | شيجينوري أواي                              | 21 مايو 2019       |
| 8     | يرد الأقوياء الهجوم (باليابانية: 強い奴の抵抗)  | يوشيو سوزوكي                               | 28 مايو 2019       |
| 9     | المعضلة الكبرى (باليابانية: 最強の悩み)         | شوجي ميازاكي                               | 11 يونيو 2019      |
| 10    | شبكة العدالة المحيطة (باليابانية: 正義の包囲網) | ريو أندو                                   | 18 يونيو 2019      |
| 11    | كرامة الجميع (باليابانية: それぞれの矜持)       | كاتسوشي ساكورابي شيكارا ساكوراي            | 25 يونيو 2019      |
| 12    | تنظيف فوضى التلميذ (باليابانية: 弟子の尻拭い)   | ماكوتو سوكوزا يوهي سوزوكي شيكارا ساكوراي   | 2 يوليو 2019       |